# Arcidiecéze Lanciano-Ortona
Arcidiecéze Lanciano-Ortona (latinsky Archidioecesis Lancianensis-Ortonensis) je římskokatolická nemetropolitní arcidiecéze v italské oblasti Abruzzo, která tvoří součást Církevní oblasti Abruzzo-Molise. Je sufragánní vůči Arcidiecézi Chieti-Vasto.

## Stručná historie
Biskupské sídlo v Ortoně má velmi staré kořeny, máme o ní zmínky již na sklonku 6. století. Posléze zřejmě zanikla, a obnovil ji až papež Pius V. v roce 1570 jako sufragánní diecézi pro Chieti. Roku 1600 byla aeque principaliter spojena s diecézí Campli, a toto spojení trvalo až do roku 1818, kdy byly Ortona připojena k Lancianu.
Diecéze Lanciano vznikla díky rivalitě mezi městy Lanciano a Chieti, kdy obyvatelé Lanciana těžko snášeli církevní podřízenost Chieti. Proto již v roce 1499 papež Alexandr VI. podřídil Arcikněžství v Lancianu bezprostředně Sv. Stolci a v roce 1515 papež Lev X. zřídil diecézi v Lancianu, která byla nejprve bezprostředně podřízena Sv. Stolci. Když byla v Chieti roku 1526 zřízena arcidiecéze, byla jí podřízena jako sufragánní i diecéze Lanciano, ale vedlo to jen ke sporům. Proto bylo Lanciano roku 1561 nprohlášeno za metropolitní arcidiecézi bez sufragánních diecézí. 
Připojení ortonské diecéze k Lancianu v roce 1818 netrvalo dlouho, v roce 1834 byla diecéze Ortona obnovena, ale byla dána do trvalé správy arcibiskupům lancianským. Tento stav skončil v roce 1945, kdy byly diecéze spojeny. V roce 1982 ztratila arcidiecéze Lanciano metropolitní důstojnost a v roce 1986 byly diecéze plně spoojeny do Arcidiecéze Lanciano-Ortona, podřízené jako sufragánní vůči Arcidiecézi Chieti-Vasto.